# Crematogaster eurydice
Crematogaster eurydice är en myrart som beskrevs av Auguste-Henri Forel 1915. Crematogaster eurydice ingår i släktet Crematogaster och familjen myror. Inga underarter finns listade i Catalogue of Life.